# Ходасевич, Валентина Михайловна
Валентина Михайловна Ходасе́вич (13 [25] марта 1894, Москва, Российская империя ― 25 мая 1970, Москва, СССР) — советский живописец, театральный художник и график. Член Союза художников СССР.

## Биография
Родилась 13 марта (25 марта по новому стилю) 1894 года в Москве в семье юриста Михаила Фелициановича Ходасевича. Племянница поэта Владислава Ходасевича. Двоюродный брат — С.Б.Кан, историк.
Первоначально живописи обучалась в 1908—1910 годах в воскресных классах Строгановского училища и школе Ф. И. Рерберга. Затем продолжила своё обучение в Мюнхене в студии Г. Хаберманна (1910―1911 годы) и в Париже в академии Витти у К. Ван Донгена (1911―1912 годы). Возвратившись в 1912 году в Москву, Ходасевич работала в студии В. Е. Татлина на Остоженке, участвовала в выставках «Союза молодежи», «Бубнового валета», «Мира искусства» и других.
В 1913 году вышла замуж за художника А. Р. Дидерихса и уехала в Петроград. До 1918 года Валентина Ходасевич работала только как портретист (в частности, написала портреты Максима Горького, с которым была дружна, и В. Ф. Ходасевича), затем стала работать как театральный художник. Первой её работой в 1919 году стало оформление пьесы «Дерево превращений» Н. С. Гумилёва в Студии Петроградского театрального отделения. Затем украшала торжественные празднества в Петрограде, «Кафе поэтов» в Настасьинском переулке в Москве и кафе «Питтореск» на улице Кузнецкий Мост. В 1918―1922 годах работала в Театре народной комедии С. Э. Радлова, оформляла спектакли в 1-й Студии МХТ.
В 1924—1928 годах жила в Европе (Лондон, Париж, Италия), в том числе на вилле М. Горького в Сорренто (1928), была приглашена к сотрудничеству с театром Л. Пиранделло (которое, однако, так и не состоялось). После возвращения в СССР принимала участие в создании первого советского журнала моды "Искусство одеваться", вошла в состав «Общества живописцев» (1929), возглавляемого Н. Э. Радловым и продолжила работу с С. Э. Радловым, выполнила декорации и костюмы для труппы Московского художественного балета В. В. Кригер (1935 год). В 1932—1936 годах работала главным художником ленинградского Государственного академического театра оперы и балета. В Большом театре оформила балет «Бахчисарайский фонтан» и оперу «Руслан и Людмила» (1936—1937 годы). В 1934 году состоялась её персональная выставка в Доме театральных работников в Ленинграде.

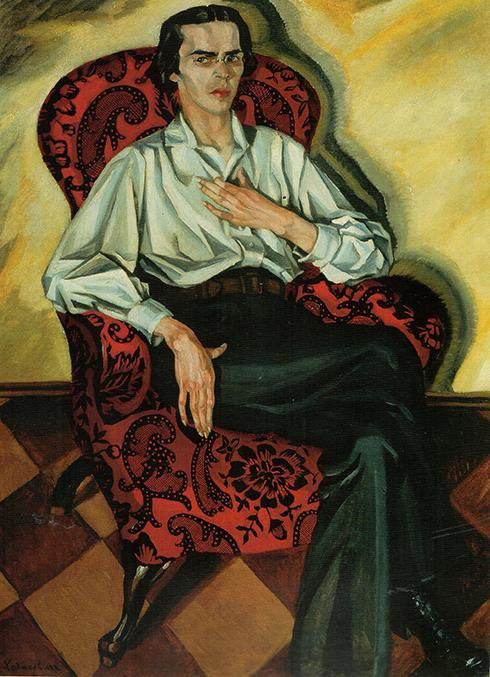
Портрет Владислава Ходасевича (1915)

Во время Великой Отечественной войны работала в Перми и Ташкенте. В 1945 вернулась в Ленинград.
После кончины первого супруга Андрея Романовича Дидерихса (1884—1942) Валентина Ходасевич вышла замуж за своего старого друга, театрального художника Виктора Семёновича Басова (1901—1946).
С 1953 года вновь поселилась в Москве. Оформив порядка ста пятидесяти спектаклей и номеров, с 1956 года Ходасевич оставила театр и занялась литературной деятельностью, написала книгу воспоминаний «Портреты словами». Как художник-график выполняла театральные афиши и иллюстрации к книгам Максима Горького.
Скончалась в 1970 году в Москве, похоронена на Новодевичьем кладбище.
Работы художницы хранятся в музеях Москвы, Санкт-Петербурга и других городах страны, а также в частных коллекциях России и за рубежом.

## Награды
- Орден «Знак Почёта» (11 марта 1939 года) — за выдающиеся заслуги в развитии оперного и балетного искусства[6].